# Milcza (gmina)
Milcza (lub Milcz) – dawna gmina wiejska funkcjonująca pod zwierzchnictwem polskim w latach 1919–1920 roku na obszarze tzw. administracyjnego okręgu mińskiego. Siedzibą władz gminy był(a) Milcz(a).
Początkowo gmina w powiecie borysowskim guberni mińskiej. Tuż po I wojnie światowej gmina Milcza należała do administrowanej przez Zarząd Cywilny Ziem Wschodnich zachodniej połowy powiatu borysowskiego w tzw. okręgu mińskim. Po wytyczeniu granicy część wschodnia gminy weszła do Rosji, natomiast część zachodnią (wraz z Milczą) przyłączono do gminy Dołhinów, należącej do powiatu wilejskiego, który wszedł w skład nowego woj. nowogródzkiego.